# 楽しい時 -Fun Time
「楽しい時 -Fun Time」（たのしいとき-ファン タイム）は、佐野元春39作目のシングル。1996年1月21日に、Epic/Sony Records / M's Factoryから発売された。

## 概要
前作「十代の潜水生活/経験の唄」から2ヶ月振りのシングル。ピクチャーレーベル仕様。
「楽しい時 -Fun Time」は、テレビ朝日系『ビートたけしのTVタックル』のエンディングテーマに使われた。

## 収録曲
- 全作詞・作曲・編曲：佐野元春
- Brass arrangement:北原雅彦（スカパラ・ホーンズ）
- Strings arrangement:金原ストリングスグループ

1. 楽しい時 -Fun Time
  - テレビ朝日系『ビートたけしのTVタックル』エンディングテーマ
2. 楽しい時 -Fun Time (千客万来バージョン)
3. 楽しい時 -Fun Time (Instrumental)